# Stary Turobin
Stary Turobin – wieś sołecka  w Polsce położona w województwie mazowieckim, w powiecie ostrowskim, w gminie Stary Lubotyń.
Dawniej Turobin.

## Historia
W latach 1921 – 1939 wieś leżała w województwie białostockim, w powiecie łomżyńskim, w gminie Lubotyń.
Według Powszechnego Spisu Ludności z 1921 roku wieś zamieszkiwało 175 osób w 28 budynkach mieszkalnych. Miejscowość należała do parafii rzymskokatolickiej w m. Lubotyń. Podlegała pod Sąd Grodzki i Okręgowy w Łomży; właściwy urząd pocztowy mieścił się w m. Ostrów Mazowiecka.
W wyniku napaści ZSRR na Polskę we wrześniu 1939 miejscowość znalazła się pod okupacją sowiecką. Od 22 lipca 1941 do 1945 włączona w skład Landkreis Lomscha, Bezirk Bialystok III Rzeszy.
W latach 1975–1998 miejscowość administracyjnie należała do województwa ostrołęckiego.